# Swertia membranifolia
Swertia membranifolia är en gentianaväxtart som beskrevs av Adrien René Franchet. Swertia membranifolia ingår i släktet Swertia och familjen gentianaväxter. Inga underarter finns listade i Catalogue of Life.